# Burmerange
Burmerange (Luxemburgs: Biermereng of lokaal Boermereng, Duits: Bürmeringen) is een plaats en voormalige gemeente in het Luxemburgse Kanton Remich.
Sinds 2012 maakt Burmerange deel uit van de gemeente Schengen.

## Ontwikkeling van het inwoneraantal

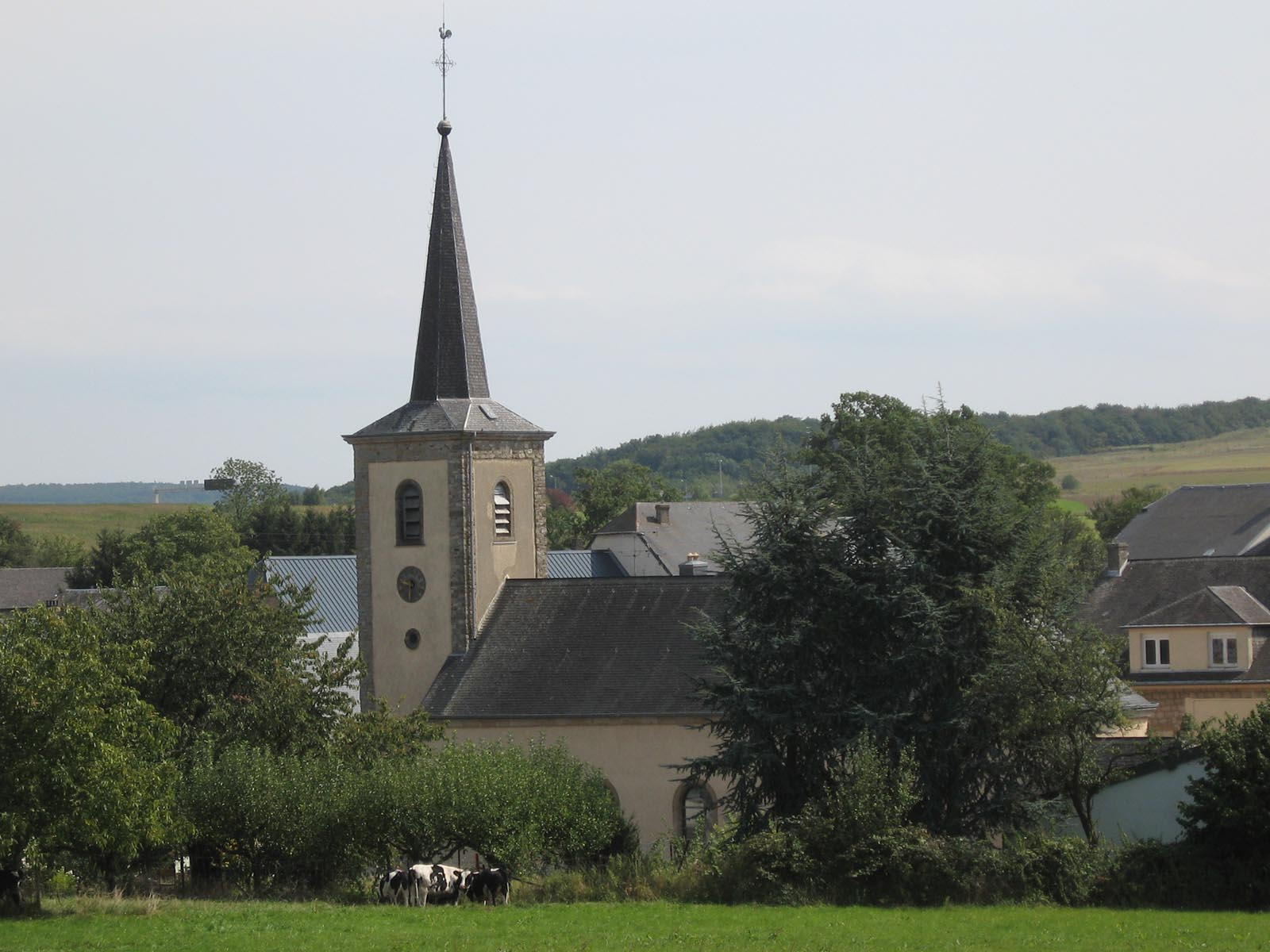
Burmerange

| Jaar                              | 2001 | 2002 | 2003 | 2004 | 2005 |
| --------------------------------- | ---- | ---- | ---- | ---- | ---- |
| Inwoneraantal                     | 906  | 941  | 951  | 958  | 978  |
| Opmerking: tellingen op 1 januari |      |      |      |      |      |